# Paul Ludowigs
Paul Ludowigs (* 1. September 1884 in Köln; † 31. Juli 1968 in Wülfrath) war ein deutscher Unternehmer der Kalkindustrie.

## Werdegang
Paul Ludowigs studierte Architektur an den Technischen Hochschulen Hannover und Berlin, 1913 machte er sein Diplom. Er trat als Regierungsbauführer bei der preußischen Eisenbahnverwaltung in den Staatsdienst. Bei Beginn des Ersten Weltkriegs meldete er sich freiwillig. 1917 wechselte er zu den Rheinischen Kalksteinwerken Wülfrath (RKW). Er übernahm dort zunächst die Leitung der Niederlassung in Belgien und 1918 die Geschäftsführung. 1919 wurde er auch Geschäftsführer der Dolomitwerke. Ludowigs führte beide Gesellschaften als Alleingeschäftsführer in Personalunion. Er war Pionier für die Vollmechanisierung der Gewinnung, Förderung und Verarbeitung von Kalkstein und Dolomit. Zum 1. Mai 1933 war er der NSDAP beigetreten (Mitgliedsnummer 2.219.448) und wurde 1946 von den britischen Militärbehörden entlassen, jedoch 1947 als Aufsichtsratsmitglied der RKW wieder zugelassen. 1948 trat er in den Ruhestand, blieb jedoch noch bis an sein Lebensende in den Aufsichtsgremien der Unternehmen.
Er war Förderer des Baus von Werkssiedlungen, Kirchen und Sportanlagen.

## Ehrungen
- 1953: Großes Verdienstkreuz der Bundesrepublik Deutschland
- 1954: Ehrendoktorat der Bergakademie Clausthal
- 1954: Ehrenbürger von Wülfrath